# Sommepy-Tahure

Sommepy-Tahure este o comună în departamentul Marne, Franța. În 2009 avea o populație de 615 de locuitori.